# Merrimac (Massachusetts)
Pour les articles homonymes, voir Merrimac.
Merrimac est une ville des États-Unis située sur le bord du fleuve Merrimack, dans le Massachusetts, comté d'Essex. La ville s'étend sur 22,9 km², comprenant 0,8 km² d'eau (3,40 % de la surface totale).

## Historique
Située au nord-est du Massachusetts, Merrimac est considérée comme une ville typique de la Nouvelle-Angleterre. Avec ses bâtiments en brique du XIXe siècle, ses maisons coloniales, et sa petite place centrale, Merrimac conserve encore les caractères, historiques et culturels, de la région la plus ancienne des États-Unis.
Merrimac est issu du village de Merrimacport, fondé en 1638, qui a longtemps constitué un quartier de la ville d'Amesbury appelé West Amesbury. La ville est devenue autonome sous son nom actuel en 1876. On considère que le nom de la ville, comme celui du fleuve, provient du nom d'une tribu indienne qui occupait la région. 
Petit village de pêcheurs concentré autour d'une simple église protestante, Merrimacport gagne en importance pendant la Révolution industrielle. Pendant la deuxième moitié du XIXe siècle, un autre quartier de la ville est fondé : Merrimac Square. Il devient un grand quartier industriel ; plus de 40 usines y sont construites. C'est pendant cette période que Merrimac devient autonome, en 1876.
Après l'invention de l'automobile, les activités industrielles sont progressivement abandonnées et Merrimac se transforme en ville résidentielle. Aujourd'hui, il reste très peu de son passé industriel.

## Politique

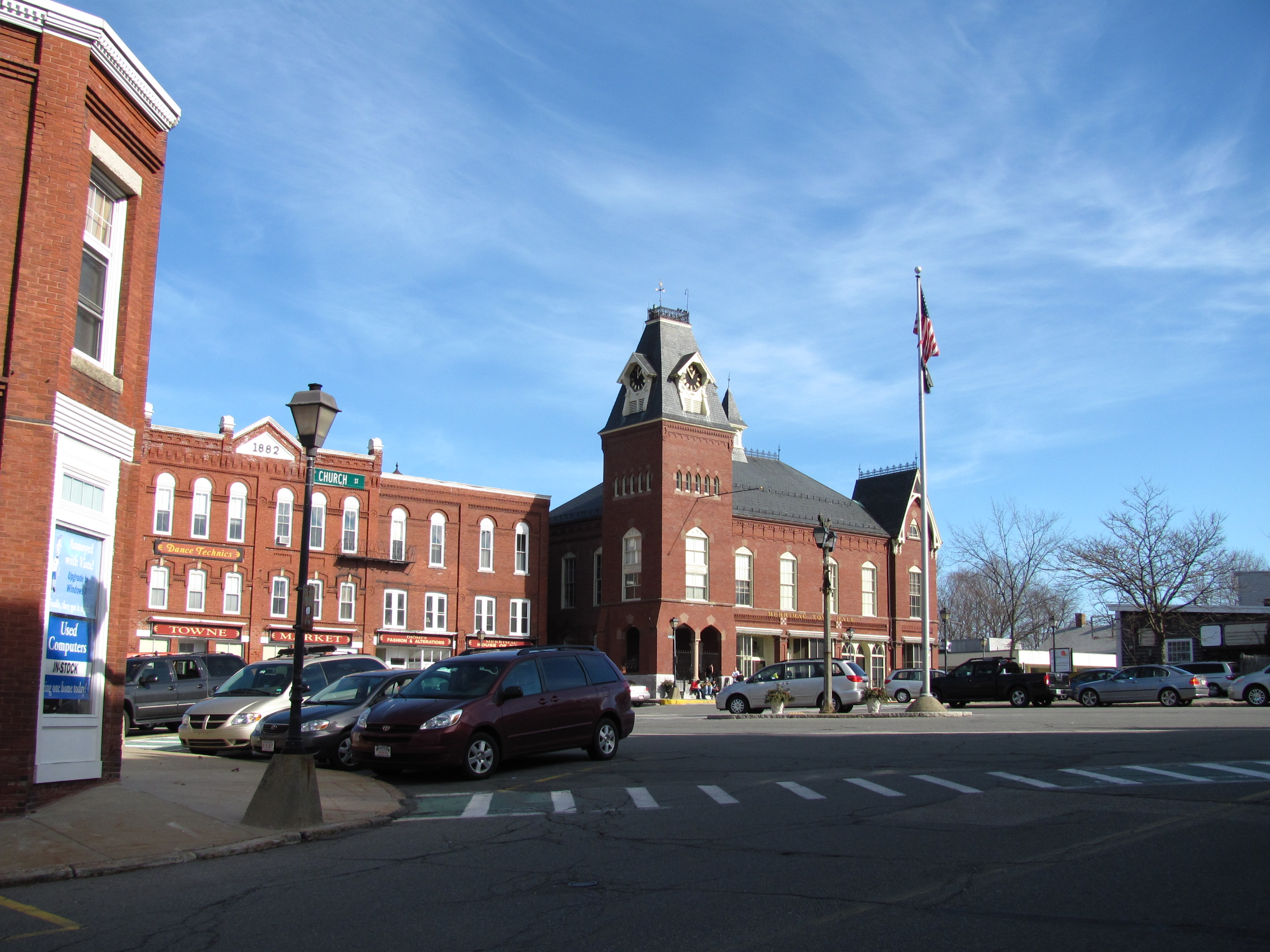

En Nouvelle-Angleterre, toutes les villes (towns ou townships) sont autonomes et pratiquent une sorte de gouvernement dénommé New England town meeting. Chaque année, les habitants de la ville se réunissent pour voter sur toutes les questions du gouvernement. Ils font toutes les lois de la ville et décident le budget de l'année suivante. Cette forme de gouvernement est la plus démocratique qui existe aux États-Unis, et est directement issue des jours fondateurs des colonies de la Nouvelle Angleterre.
Malgré ce niveau extraordinaire d'autonomie, toutes les villes de Massachusetts, Merrimac compris, sont assujetties aux lois de l'État et aux lois fédérales.
Politiquement, comme le reste de la Nouvelle Angleterre, Merrimac est plutôt située à gauche.

## Population
Au dernier recensement de 2000, la ville comptait 6 138 personnes, 2 233 foyers et 1 699 familles. La densité de population s'élevait à  103,9 personnes/km².
Quant aux racines familiales, 26,5 % (1 626 personnes) de la population a des racines irlandaises, 20,5 % (1 256 personnes) a des racines anglaises, 17 % (1 044 personnes) a des racines françaises et 12,5 % (766 personnes) a des racines italiennes.

## Éducation
Merrimac a deux collèges (elementary schools ou primary schools), mais elle partage un middle-school et un lycée (high school ou secondary school) avec les villes de West Newbury et de Groveland. Le  middle-school et le lycée se trouvent à West Newbury.
Ces trois villes forment le Pentucket Regional School District. Un school board, composant plusieurs députés de chaque ville, est élu par les habitants des trois villes. Le school board dirige les activités des écoles des villes membres.
Les noms des écoles de Merrimac sont :
- The Frederick N. Sweetsir Elementary School (college bas et école maternelle)
- The Helen R. Donaghue Elementary School (college haut)
- The Pentucket Regional Middle School, à West Newbury (middle-school)
- The Pentucket Regional High School, à West Newbury (lycée)

Comme dans toutes les villes du Massachusetts et de la Nouvelle Angleterre, la grande partie du budget scolaire vient des impôts locaux.